# Le Cœur des hommes (série de films)

Logo de la série de films.

Le Cœur des hommes est une série de films français qui a débuté à partir de 2003 et s'est terminée en 2013.

## Filmographie
Cette série est composée de trois films :
- Le Cœur des hommes, réalisé par Marc Esposito, sorti en 2003.
- Le Cœur des hommes 2, réalisé par Marc Esposito, sorti en 2007.
- Le Cœur des hommes 3, réalisé par Marc Esposito, sorti en 2013.

## Fiche technique
| Titre           | Le Cœur des hommes (2003) | Le Cœur des hommes 2 (2007) | Le Cœur des hommes 3 (2013) |
| --------------- | ------------------------- | --------------------------- | --------------------------- |
| Réalisateur     | Marc Esposito             | Marc Esposito               | Marc Esposito               |
| Scénariste      | Marc Esposito             | Marc Esposito               | Marc Esposito               |
| Producteurs     | Pierre Javaux             | Pierre Javaux               | Pierre Javaux               |
| Producteurs     | Marc Esposito             |                             |                             |
| Musique         | Béatrice Thiriet          | Béatrice Thiriet            | Béatrice Thiriet            |
| Photographie    | Pascal Caubère            | Pascal Caubère              | Pascal Caubère              |
| Montage         | Benoît Alavoine           | Benoît Alavoine             | Benoît Alavoine             |
| Chef décorateur | Jean-Jacques Gernolle     | Fabienne Guillot            | Fabienne Guillot            |
| Sortie          | 2 avril 2003              | 24 octobre 2007             | 23 octobre 2013             |
| Durée           | 107 minutes               | 115 minutes                 | 114 minutes                 |
| Entrées         | 1 534 704                 | 1 820 320                   | 463 346                     |
| Genre           | Comédie dramatique        | Comédie dramatique          | Comédie dramatique          |
| N° de Visa      | 104778                    | 113910                      | 130692                      |
| Distributeur    | Bac Films                 | Pathé Distribution          | Diaphana Distribution       |

## Distribution
| Antoine                              | Bernard Campan         | Bernard Campan         | Bernard Campan         |
| Alex                                 | Marc Lavoine           | Marc Lavoine           | Marc Lavoine           |
| Manu                                 | Jean-Pierre Darroussin | Jean-Pierre Darroussin | Jean-Pierre Darroussin |
| Jeff                                 | Gérard Darmon          | Gérard Darmon          | mentionné              |
| Jean                                 |                        |                        | Éric Elmosnino         |
| Juliette                             | Florence Thomassin     | Florence Thomassin     | Florence Thomassin     |
| Nanou                                | Catherine Wilkening    | Catherine Wilkening    | Catherine Wilkening    |
| Elsa                                 | Zoé Félix              | Zoé Félix              | Zoé Félix              |
| Arthur, le fils d'Antoine            | Jules Stern            | Jules Stern            | Jules Stern            |
| Margot, la fille de Jeff             | Caroline Guillain      | Caroline Guillain      | Caroline Guillain      |
| Viviane, la fille de Jeff            | Amélie Gabillaud       | Amélie Gabillaud       | Amélie Gabillaud       |
| Charlotte, la fille d'Alex           | Émilie Chesnais        | Émilie Chesnais        | Émilie Chesnais        |
| Olivier, le fils de Manu             | Olivier Rosenberg      | Olivier Rosenberg      | Olivier Rosenberg      |
| Sandrine, la fille de Manu           | Myriam Lagrari         | Myriam Lagrari         | Myriam Lagrari         |
| Joëlle, l'assistante de Jeff et Alex | Marianne Viard         | Marianne Viard         | Marianne Viard         |
| Marie, la mère de Manu               | Anna Gaylor            | Anna Gaylor            | Anna Gaylor            |
| Françoise, l'ex-femme de Jeff        | Ludmila Mikaël         | Ludmila Mikaël         |                        |
| Lili                                 | Fabienne Babe          | Fabienne Babe          |                        |
| Nono                                 | Guillaume Crozat       | Guillaume Crozat       |                        |
| Karine                               |                        | Valérie Stroh          | Valérie Stroh          |
| Diane                                | Valérie Steffen        | Valérie Steffen        |                        |
| Annette, l'avocate                   | Alice Taglioni         |                        |                        |
| Marie-Hélène                         | Rebecca Potok          |                        |                        |
| Jeanne                               |                        | Valérie Kaprisky       |                        |
| Dominique, la croupière              |                        | Albane Duterc          |                        |
| Estelle                              |                        |                        | Lucie Phan             |
| Alice                                |                        |                        | Julie Bernard          |
| Sophie                               |                        |                        | Élisa Servier          |